# Oleksij Lasarenko
Oleksij Mychajlowytsch Lasarenko (ukrainisch Олексій Михайлович Лазаренко; * 3. Januar 1976 in Charkiw, Ukrainische SSR, Sowjetunion) ist ein ehemaliger ukrainischer Eishockeyspieler und heutiger -trainer, der mit der ukrainischen Nationalmannschaft an zwei A-Weltmeisterschaften teilnahm.

## Karriere
Oleksij Lasarenko begann seine Karriere bei SDYUSHOR Charkiw in seiner Geburtsstadt. 1991 wechselte er zum HK Dinamo Charkiw in die Perwaja Liga, die zweithöchste sowjetische Spielklasse. Nach der Auflösung der Sowjetunion zog er 1992 weiter zum HK ZSKA Moskau. Dort wurde er bis 1995 sowohl in der ersten Mannschaft in der Internationalen Hockey-Liga, als auch unterklassig in der zweiten Mannschaft. In dieser Zeit wählten ihn die New York Rangers, für die er jedoch nie spielen sollte, beim NHL Entry Draft 1994 in der siebten Runde als insgesamt 182. Spieler aus. Nachdem er beim CHL Import Draft 1995 von den Bisons de Granby als insgesamt 21. Spieler des Drafts gezogen worden war, wechselte er in die Ligue de hockey junior majeur du Québec, spielte aber nicht für seinen Draftklub, sondern zunächst für die Saguenéens de Chicoutimi und dann für die Foreurs de Val-d’Or. Anschließend spielte er von 1997 bis 2001 wieder in Russland und wurde vom HK Spartak Moskau und Amur Chabarowsk vorwiegend in der Superliga eingesetzt. Nachdem er die Spielzeit 2001/02 bei den New Haven Knights in der United Hockey League verbracht hatte, kehrte er in die Ukraine zurück. Dort spielte er – mit mehrjährigen Unterbrechungen – bis zu seinem Karriereende für verschiedene Erstligaklubs. Zuletzt stand er von 2014 bis 2017 beim HK Wytjas Charkiw auf dem Eis.

### International
Im Juniorenbereich spielte Lasarenko für die Ukraine bei der U20-Weltmeisterschaften 1995 und 1996.
Für die Herren-Auswahl nahm Lasarenko zunächst an der B-Weltmeisterschaft 1998 teil. Anschließend spielte er bei den A-Weltmeisterschaften 2000 und 2001.

### Trainer
Bereits während seiner letzten Station als Spieler wurde er im Januar 2017 beim HK Wytjas Charkiw Cheftrainer. Zuletzt war er 2021/22 Assistenztrainer bei den Charkiw Berserks.